# Henryk Ługowski
Henryk Ługowski (ur. 5 kwietnia 1911 w Krzywkach-Bratkach, zm. 9–11 kwietnia 1940 w Katyniu) – porucznik lekarz Wojska Polskiego, ofiara zbrodni katyńskiej. 

## Życiorys
Urodzony w Krzywkach-Bratkach (ówczesny powiat mławski) – syn Franciszka i Aleksandry z Siemiątkowskich . 
Absolwent Wydziału Lekarskiego Uniwersytetu Warszawskiego i IX promocji Szkoły Podchorążych Sanitarnych (1930-1936) . Na stopień podporucznika w korpusie oficerów sanitarnych promowany został ze starszeństwem z dniem 1 lipca 1936 r. i 2. lokatą. Skierowany został wówczas do służby we włocławskim 14 pułku piechoty. Na dzień 16 marca 1938 r. w randze podporucznika zajmował stanowisko młodszego lekarza 14 pułku piechoty. W tym samym roku został przeniesiony na stanowisko lekarza do brzeskiego 6 batalionu saperów.
Do stopnia porucznika korpusu oficerów sanitarnych awansował ze starszeństwem z dniem 19 marca 1939 roku i 7. lokatą. Na dzień 23 marca 1939 roku jako lekarz medycyny pełnił służbę w 6 batalionie saperów (zajmując nadal 7. lokatę w swoim starszeństwie).
Po agresji ZSRR na Polskę w bliżej nieznanych okolicznościach dostał się do niewoli radzieckiej, w której przetrzymywany był w obozie kozielskim. W kwietniu 1940 roku został zamordowany w Katyniu.  
Po agresji ZSRR na Polskę w bliżej nieznanych okolicznościach dostał się do niewoli radzieckiej. Przebywał w obozie jenieckim w Kozielsku. Między 7 a 9 kwietnia 1940 przekazany do dyspozycji naczelnika Zarządu NKWD Obwodu Smoleńskiego – lista wywózkowa 015/1 z 5 kwietnia 1940. Został zamordowany między 9 a 11 kwietnia 1940 w Katyniu przez funkcjonariuszy Obwodowego Zarządu NKWD w Smoleńsku oraz pracowników NKWD przybyłych z Moskwy na mocy decyzji Biura Politycznego KC WKP(b) z 5 marca 1940. Ofiary tej zbrodni grzebano w bezimiennych mogiłach zbiorowych, gdzie od 28 lipca 2000 mieści się oficjalnie Polski Cmentarz Wojenny w Katyniu. W miejscu tym prowadzone były ekshumacje i prace archeologiczne, jednak Henryk Ługowski nie został zidentyfikowany.  
Minister Obrony Narodowej decyzją Nr 439/MON z 5 października 2007 r. awansował go pośmiertnie do stopnia kapitana . Awans został ogłoszony 9 listopada 2007 r. w Warszawie, w trakcie uroczystości „Katyń Pamiętamy – Uczcijmy Pamięć Bohaterów”.  

## Rodzina
Henryk Ługowski był żonaty z Anną z Sukertów, z którą miał syna Andrzeja i córkę Marię .

## Odznaczenia
- Krzyż Kampanii Wrześniowej 1939 r. – 1 stycznia 1986 r. (pośmiertnie)[16]

## Upamiętnienie
Jest jednym z kilkuset lekarzy pochowanych na Polskim Cmentarzu Wojennym w Katyniu i upamiętnia go tabliczka epitafijna nr 2153.